# Wulgrin III van Angoulême
Wulgrin III (ook Vulgrin of Wulfgrin; - 1181) was een graaf van Angoulême uit het huis Taillefer. Hij was de oudste zoon van graaf Willem VI van Angoulême en Margaretha, een dochter van burggraaf Raymond I van Turenne.
Wulgrin steunde in 1176 zijn vader in diens opstand tegen hertog Richard (later bijgenaamd Leeuwenhart) en leidde daarbij een leger van Brabançons al plunderend doorheen Richards graafschap Poitou. Hij werd eind mei 1176 tijdens Richards tegenoffensief tussen Saint-Maigrin en Bouteville door deze tot stand gebracht en in een veldslag vernietigend verslagen, waarop de opstandige heren van Aquitanië zich aan hun jonge hertog moesten onderwerpen.
Wulgrin stierf na slechts korte tijd graaf van Angoulême te zijn geweest. Uit zijn huwelijk met Elizabeth, een dochter van Hugo II van Amboise (Huis Amboise), had hij een onmondige dochter, Mathilde van Angoulême (overleden na 1233). Richard wierp zich daarom op als haar voogd, maar Wulgrins broers, Willem VII van Angoulême en Aymar van Angoulême, betwisten haar de erfopvolging. Ze trouwde rond 1200/1201 met Hugo IX van Lusignan.